# Höfats
Die Höfats ist ein 2258 m ü. NHN hoher Berg in den Allgäuer Alpen. Nahe Oberstdorf gelegen, trennt sie, zusammen mit dem Rauheck und weiteren kleineren Gipfeln, das Oytal vom Dietersbachtal. Sie ist als der markanteste Allgäuer Grasberg mit sehr steilen Flanken einzigartig in den Ostalpen.

## Lage und Umgebung
Die Höfats hat insgesamt vier beinahe gleich hohe Gipfel, daher wurde sie in der Vergangenheit wegen ihrer schlanken und aufstrebenden Linien mit einem gotischen Dom verglichen.
Die vier Gipfel der Höfats teilen sich in zwei Gipfelpaare auf, die durch die Höfatsscharte (2207 m ü. NHN) voneinander getrennt sind. Zwischen den Gipfeln der beiden Gipfelpaare befinden sich kleinere Einschnitte (ca. 2233 m ü. NHN und 2227 m ü. NHN). Alle Gipfel sitzen auf dem Kamm, der vom Rauheck nach Nordwesten zieht.

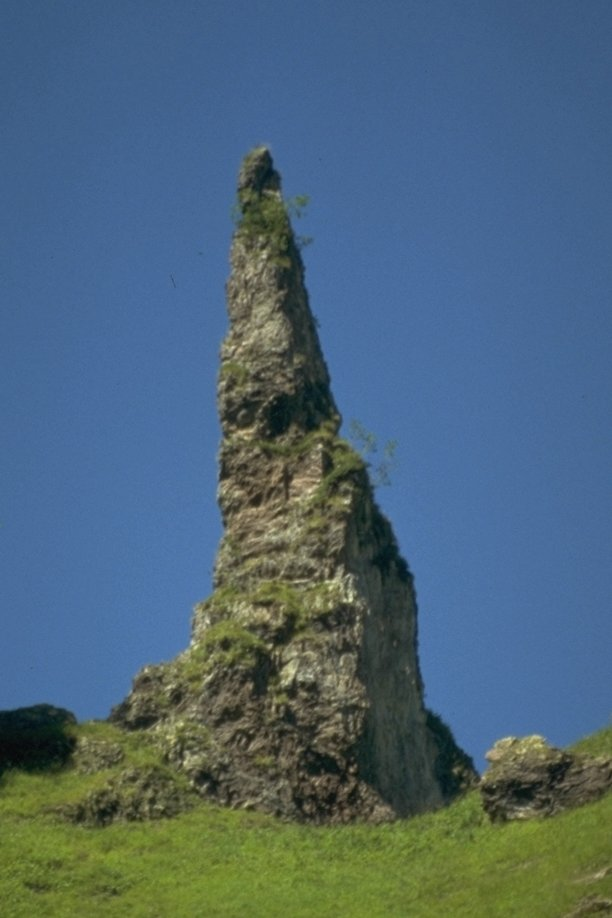
Höfatsnadel

Vom Ostgipfel (2258 m ü. NHN) zieht ein Grat nach Südosten zum Alpelsattel sowie eine Kante nach Ostsüdosten, die im mittleren Bereich einen überhängenden Zacken enthält (Höfatszahn). Zwischen dem Grat und der Kante befindet sich die Südostwand des Ostgipfels. Des Weiteren entsendet der Ostgipfel einen unbedeutenden Grat nach Südwesten, der den Bergangertobel im Osten von der Höfatswanne im Westen trennt.
Der auf den Ostgipfel folgende Mittelgipfel (2257 m ü. NHN) ist eigentlich nur eine ca. 20 m lange, waagrechte Schneide, die außer den beiden Hauptgraten nur einen nach Südwesten abfallenden Grat besitzt, der in der Höfatswanne wie ein Pfeiler endet. Am Fuße dieses Grates liegt eine Höhle (Höfatsgufel bzw. Gufel). Auf der Ostseite fehlt dem Mittelgipfel ein entsprechender Grat. Stattdessen fällt hier die Wand mehrere hundert Meter teilweise überhängend in das Rote Loch ab.
An dem nach der Höfatsscharte folgenden Zweiten Gipfel (2258 m ü. NHN), dem Hauptgipfel, löst sich nach Nordosten der längste Grat im Bereich der Höfats. Dieser fällt zunächst steil ab bis in die Scharte (Schärtele) zwischen Höfats und Kleiner Höfats und hat im Nordostgrat der Kleinen Höfats seine Fortsetzung. Die Nordwände des Zweiten Gipfels fallen teilweise senkrecht in den Rauhen Hals hinab. Unterhalb des Wandfußes befindet sich eine markante Felsnadel, die Höfatsnadel.
Der Westgipfel (2257 m ü. NHN) ist mit dem Zweiten Gipfel durch einen wenig eingescharteten Grat verbunden. Nach Norden entsendet der Westgipfel den Nordgrat, der steil auf dem Rauhenhalsgrat aufsetzt. Der nach Südwesten ziehende, mit Felstürmchen besetzte Grat begrenzt die Höfatswanne im Westen.

## Namensgebung

### Die Bedeutung des NamensHöfats
Dem Namen Höfats (in der Oberstdorfer Mundart ['heəfats]) galten schon viele Deutungsversuche. Er wurde vielfach als Name mit romanischem Ursprung interpretiert. Der Flurnamenforscher Ludwig Mayr glaubte, der Name sei auf einen Namen Herfart (Harifrid) zurückzuführen, der eine Alpe an der Höfats angelegt habe, die dem Berg schließlich den Namen gegeben habe. Ebenso war früher eine Deutung des Namens als Die Hoffärtige (wegen der majestätischen Formen des Berges) weit verbreitet, was allerdings bereits im Alpenvereinsführer 1951 als „gewagt“ bezeichnet wurde.
Den eigentlich ersten professionellen Deutungsversuch des Namens lieferte August Kübler bereits im Jahre 1909. Seiner Ansicht nach ist der Name das „part. preaes. neutrum des Verbes heben …“ mit der Bedeutung „Wo alles sich hebt, wo alles emporragt“. Diese Interpretation konnte allerdings Thaddäus Steiner in seiner Dissertation aus dem Jahre 1972 aufgrund seiner detaillierten Kenntnisse der Grammatik der Oberstdorfer Mundart widerlegen. Steiner konnte damals keine einwandfreie Deutung des Namens liefern.
Erst im 21. Jahrhundert schlug Thaddäus Steiner eine plausible Interpretation vor, die den Namen mit ziemlicher Sicherheit richtig erklärt. Seine Interpretation stützt sich auf die Tatsache, dass die unteren Bereiche der Höfats viele Jahrhunderte der Ortschaft Gerstruben als Geißweide (d. h. Weide für Ziegen) dienten und in der Walsermundart das Wort Atz Weide bedeutet (Gerstruben ist eine alte Walsersiedlung). Zusammen mit der bereits in seiner Dissertation 1972 beschriebenen Tatsache, dass in der Oberstdorfer Mundart ein mittelhochdeutsches -ch häufig als -f gesprochen wird, ergibt sich damit unter der Berücksichtigung der Tatsache, dass in der Oberstdorfer Mundart ein langes -ö- als eə gesprochen wird die Bedeutung Höchatz (= hochgelegene Weide). Von dieser hochgelegenen Weide wurde der Name auf den Berg übertragen.

### Namen der Einzelgipfel
Die Namen der einzelnen Gipfel sowie die Höhenangaben variieren in der Literatur sowie in den einzelnen Kartenwerken. Die Höhenangaben sind in der Alpenvereinskarte „Allgäuer Alpen West“ am detailliertesten. Von Nordwesten nach Südosten besteht der Gipfelaufbau der Höfats ihr zufolge aus den folgenden Einzelgipfeln: Westgipfel, Zweiter Gipfel, Mittelgipfel, und Ostgipfel.
Bis zum 19. Jahrhundert war für die Namensgebung ausschlaggebend, dass die Bewirtschaftung der steilen Grasflanken im unteren Bereich des Berges von der Ortschaft Gerstruben aus erfolgte. Da Gerstruben westlich der Höfats liegt, hieß damals der Westgipfel Vorderer Gipfel, der Zweite Gipfel Nebengipfel und der Ostgipfel wurde als Hinterer Gipfel bezeichnet. Lediglich der Mittelgipfel hatte früher die gleiche Bezeichnung. Erst nach dem Erscheinen der ersten Alpenvereinskarte „Allgäuer Alpen West“ im Jahre 1906 wurden die Bezeichnungen Westgipfel, Zweiter Gipfel und Ostgipfel verwendet.
Die neue Ausgabe des Alpenvereinsführers aus dem Jahr 2004 lehnt die bisher gebräuchlichen Bezeichnungen „Westgipfel“ und „Ostgipfel“ ab. Als passendere Bezeichnung wird „Nordwestgipfel“ sowie „Südostgipfel“ vorgeschlagen. Da die Literatur und auch die meisten Karten überwiegend die Bezeichnungen Westgipfel und Ostgipfel verwenden, verwendet auch dieser Artikel diese Namen.

## Geologie
Die Höfats ist aus grauen Aptychenkalken aufgebaut, die der jüngeren Juraperiode entstammen. Diese Aptychenkalke sind von einer Schicht kieselreicher, roter Hornsteinkalke umlagert, die beiderseits der Höfatsscharte den Gipfelgrat erreichen und die bei dem nach Osten abstürzenden Roten Loch für dessen Rotfärbung verantwortlich sind. Unterhalb der Hornsteinschichten tritt der Sockel aus Lias-Fleckenmergel hervor, was beim Aufstieg aus der Wanne zum Westgipfel deutlich erkennbar ist. Die Aptychenschichten bauen an der Höfats die verwegenen Zacken (beispielsweise an der Höfatsnadel) und scharfen Grate auf.

## Botanik und Naturschutz

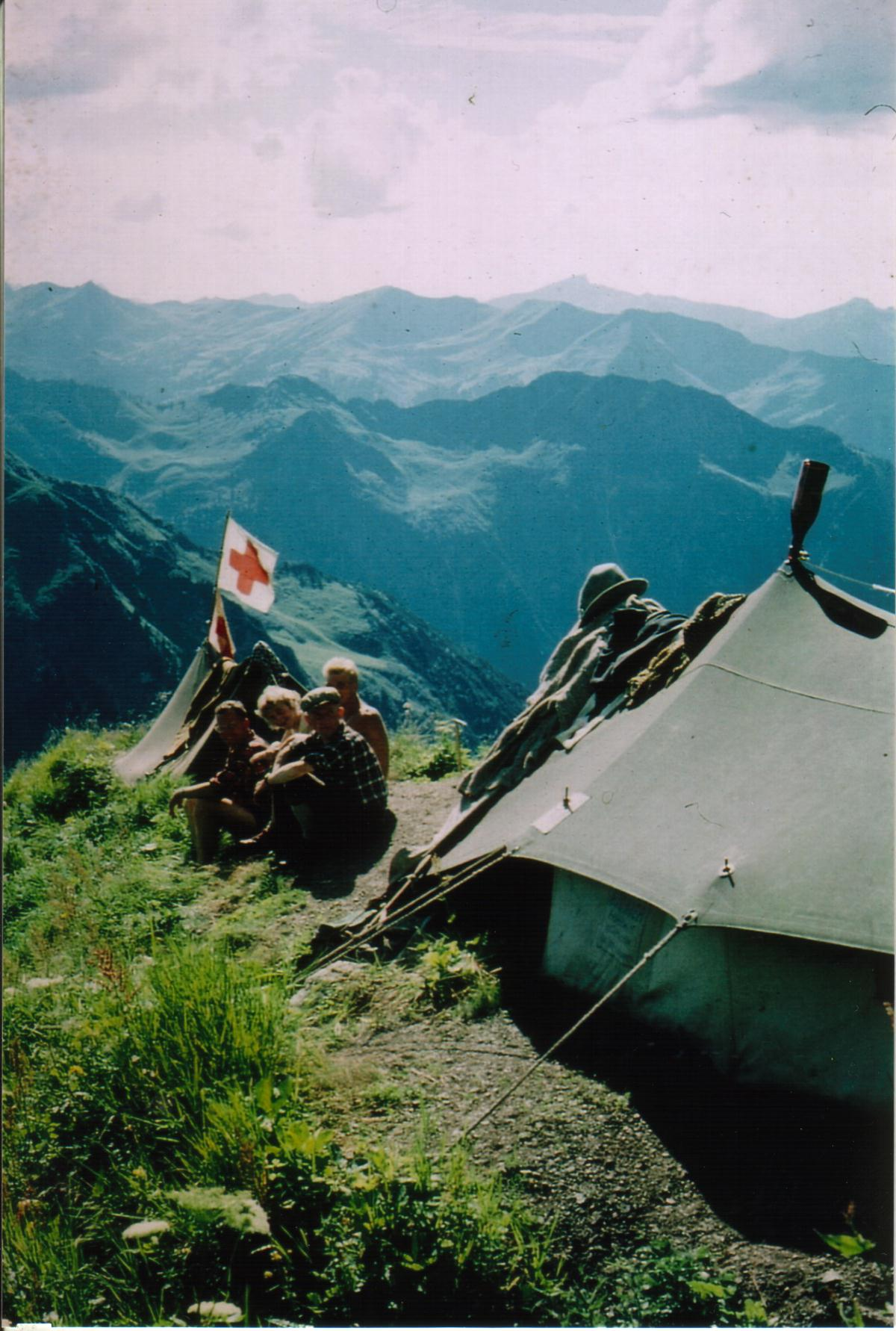
Zeltposten der Bergwacht in den 1960er Jahren

Die Höfats ist für ihre Pflanzenvielfalt weit über das Allgäu hinaus bekannt. Aufgrund des Kieselgehalts der Hornsteine und der Aptychenkalke an der Höfats ist der Artenreichtum hoch. Hier findet man neben Enzian, Aurikel und Anemone auch die Edelraute, das Federgras sowie die Straußglockenblume und das Edelweiß, das früher hier sehr zahlreich vorkam und der Höfats zu großer Bekanntheit verhalf.

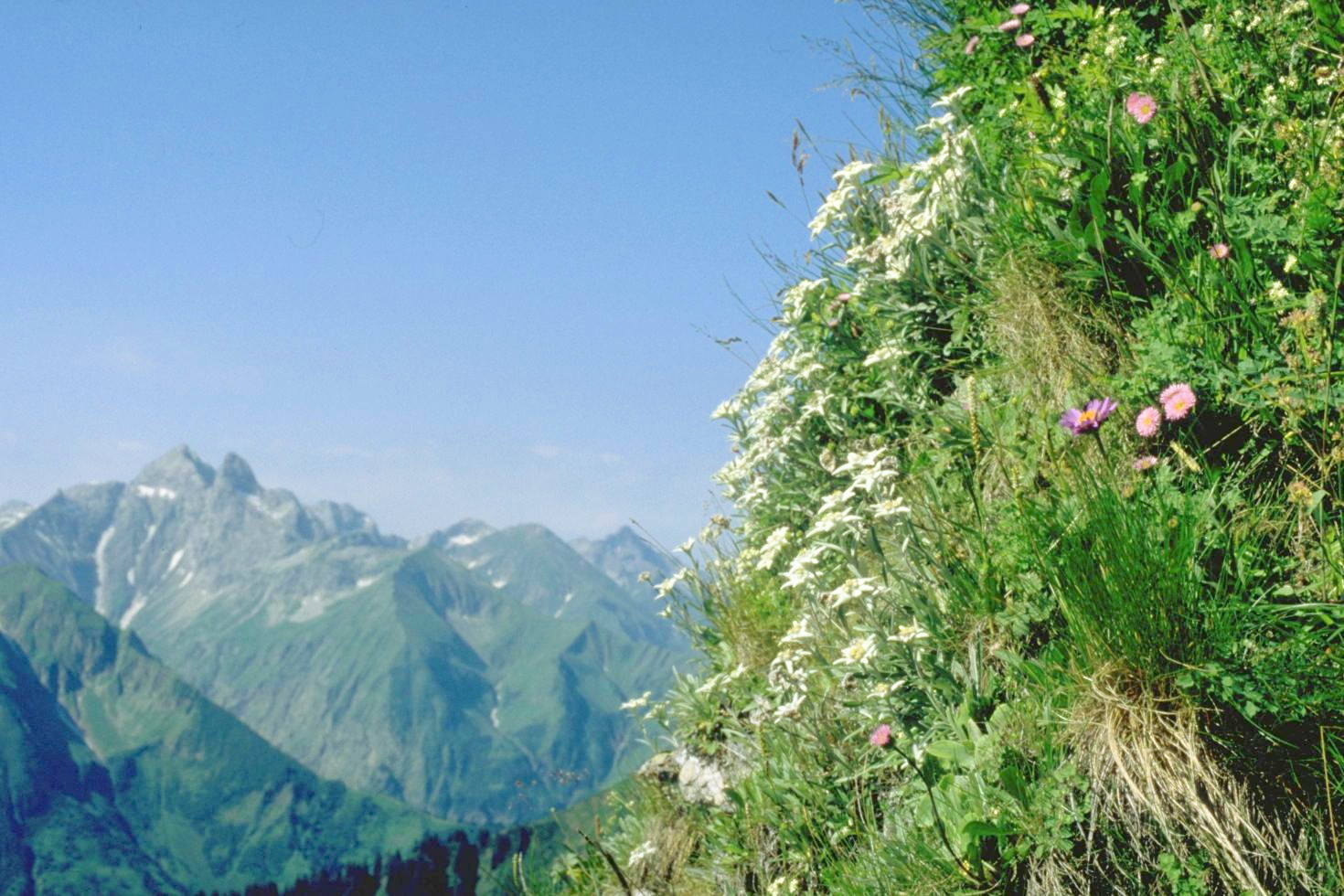
Edelweißstock an der Höfats. Im Hintergrund Trettachspitze und Mädelegabel

Zu Beginn des 20. Jahrhunderts wurde das Edelweiß an der Höfats beinahe ausgerottet, obwohl der Berg bereits seit 1911 Pflanzenschutzgebiet war. Besonders zur Zeit der Inflation 1923 wurde das Edelweiß büschelweise gepflückt, um es dann in Oberstdorf am Bahnhof den Touristen verkaufen zu können. Mitte der 1920er Jahre betrug daher der Edelweißbestand an der Höfats nur noch 10 % des Bestandes des Jahres 1900. Diese Entwicklung veranlasste die Allgäuer Bergwacht unter Federführung von Georg Frey, ab dem Jahre 1935 einen Zeltposten auf einer waagrechten Rippe unterhalb der Höfatsgufel auf ca. 2.000 m Höhe einzurichten, der von Juni bis September ständig durch zwei Bergwachtmänner (bei wöchentlicher Ablösung) besetzt wurde. Diese überwachten die steilen Flanken der Höfats nach Bergsteigern, die Edelweiß sammelten. Wenn notwendig mussten sie den vermutlichen Edelweißräubern nachstellen und sie gegebenenfalls vom Pflücken abhalten. Dadurch konnten die letzten Edelweiß-Restbestände vor der endgültigen Ausrottung bewahrt werden. Außerdem gingen durch die ständige Präsenz der Bergwacht die tödlichen Abstürze rapide zurück. Im Jahre 1959 wurde das Gebiet der Höfats zum Naturschutzgebiet erklärt. Dank der ständigen Bewachung der Edelweißbestände sind diese bis zu Beginn der 1970er Jahre wieder auf 80 % des Standes des Jahres 1900 angewachsen. Mittlerweile gibt es an der Höfats wieder Edelweißstöcke mit 30 oder mehr Blüten.
Da der Aufenthalt für die Bergwachtmänner bei Schlechtwetter, Gewittern oder sommerlichen Wintereinbrüchen in dem Zeltposten alles andere als angenehm war, reifte Ende 1960er Jahre bei dem Kemptner Bergwachtmann Wolfgang Bedau, dem damaligen Bereitschaftsleiter Kurt Bogner und dem Bergwacht-Abschnittsgeschäftsführer Georg Frey die Idee, anstelle des Zeltes eine Biwakschachtel aufzustellen. Im Jahre 1969 wurde die Aluminium-Biwakschachtel zusammen mit Mitgliedern der Neu-Ulmer Bergwacht gebaut und unter Zuhilfenahme eines Hubschraubers auf dem Platz unterhalb der Höfatsgufel aufgestellt.
In Erinnerung an die Verdienste von Georg Frey heißt der Bergwacht-Stützpunkt an der Höfats mittlerweile Georg-Frey-Stützpunkt.
Da sich inzwischen die Edelweißbestände erholt haben und das Umweltbewusstsein der Bergsteiger eine permanente Überwachung nicht mehr erforderlich macht, ist der Bergwachtstützpunkt seit dem Jahre 2007 nicht mehr besetzt.

## Alpinismus

### Bergsteigerische Erschließung
Die bergsteigerische Erschließung der Höfats kann in vier Epochen eingeteilt werden. Die erste Epoche umfasste den Teil der Ersteigungsgeschichte, den Anton Spiehler (* 1848 in Bayreuth; † 18. Juni 1891 in Memmingen) in seiner Abhandlung über die Erschließung der Ostalpen beschreibt. Die zweite Epoche ist diejenige, die Fritz Schmitt als Allgäuer Schule bezeichnet und die untrennbar mit den Gebrüdern Enzensperger verknüpft ist. In der dritten Epoche in der ersten Hälfte des 20. Jahrhunderts verlagerten sich die Aktivitäten in die Nordwände, wo wieder vermehrt Einheimische die Erstbegehungen durchführten. Schließlich ist die vierte Epoche in der zweiten Hälfte des 20. Jahrhunderts zuerst durch eine spektakuläre Winterbegehung gekennzeichnet und gegen Ende des 20. Jahrhunderts durch die Wiederentdeckung der extremen Anstiege in den Nordwänden durch Allgäuer Sportkletterer.

#### Die Besteigungsgeschichte bis 1890
Schon lange vor der ersten bekannten touristischen Ersteigung im Jahre 1848 durch den Botaniker Otto Sendtner wurde der Westgipfel der Höfats von Einheimischen aus Gerstruben erstiegen. Der allgemeinen Öffentlichkeit wurde diese Ersteigung erst im Jahre 1853 in einem Bericht durch Sendtner in einer Beilage der Allgäuer Zeitung bekannt. In dieser Zeit führten die beiden einheimischen Jäger Thaddäus Blattner (* Dez. 1824 in Oberstdorf; † 17. März 1895 in Oberstdorf) und Leo Dorn (der spätere Adlerkönig) Anstiege durch, die erst vier Jahrzehnte später von Touristen wiederholt wurden. Der erste ausführliche Besteigungsbericht stammt aus dem Jahre 1858 von Dr. Groß, in dem zum ersten Mal die gewaltige Neigung der Flanken mit Angaben zwischen 70° und 80° beschrieben wurden, die seinerzeit im Jahre 1869 auch der Erschließer der Allgäuer Alpen Hermann von Barth unterschätzt hat. Trotz (oder gerade wegen) der abschreckenden Beschreibung fand die Höfats ihre Liebhaber, so dass diese auch außerhalb des Allgäus in weiteren Kreisen bekannt wurde und auch häufiger von Touristen erstiegen wurde. Angespornt durch die Neigungsangaben von Dr. Groß wurde in der Folgezeit bei den Besteigungen die Neigung von den Begehern bestimmt, so beispielsweise von Hermann von Barth, der bei seiner Ersteigung des Westgipfels von Neigungswinkeln von 80 bis 82° berichtet, während ein Dr. Maschke aus Berlin die Neigung wesentlich detaillierter („nie unter 60° … vielfach größer als 70° … steilste Stelle 79°“) nennt.

#### DieAllgäuer Schule

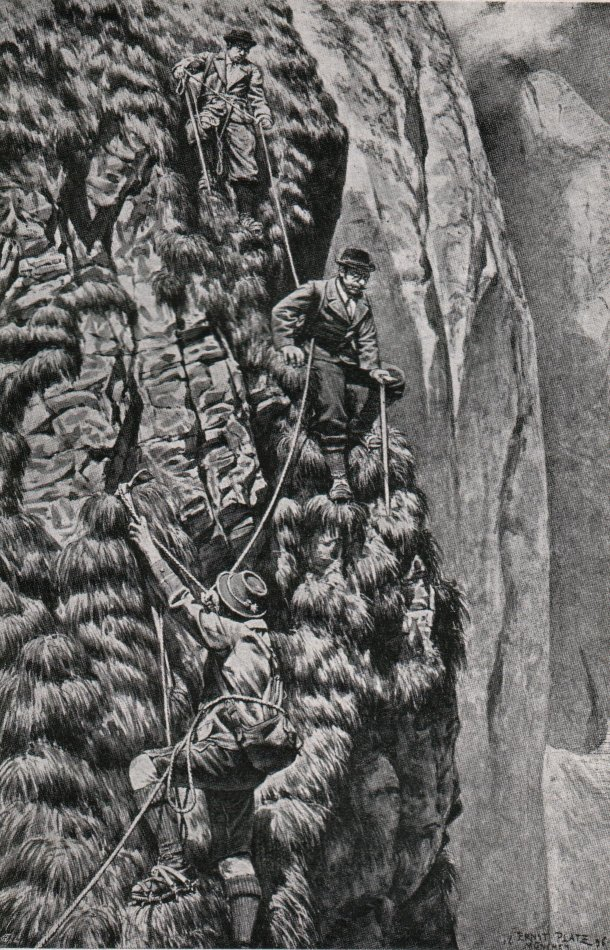
Abstieg durch die Südostwand des Höfats-Ostgipfels, Zeichnung von Ernst Platz im Jahrbuch des Deutschen Alpenvereins 1896

Bis zu Beginn der 1890er Jahre wurden die bisher begangenen Anstiege gelegentlich von Touristen unter Begleitung von Führern wiederholt. Der Mittelgipfel war zu dieser Zeit noch unbestiegen. Damals glaubten sogar solch profunde Höfats-Kenner wie Th. Blattner, dass der Mittelgipfel unersteigbar sei, obwohl Blattner (neben Leo Dorn) damals zu den besten Grasgehern zählte, was er durch seine zahlreichen Begehungen (z. B. 20–30 Auf- bzw. Abstiege über den Nordgrat des Westgipfels) unter Beweis gestellt hatte. Der Mittelgipfel wurde schließlich im Jahre 1891 durch H. Kranzfelder und Ludwig Stritzel von der Höfatsscharte erstmals bestiegen. In diesem Jahr erstieg auch Josef Enzensperger zusammen mit Karl Neumann die Höfats. Im Jahr 1892 gründete Enzensperger zusammen mit 11 bergbegeisterten Studenten in München den Akademischen Alpenverein (AAVM). Dieser AAVM stiftete im Jahr 1893 das erste Höfats-Gipfelbuch, was der führerlosen Touristik im Allgäu Auftrieb verlieh, besonders an der Höfats. Im Jahre 1892 beging H. Kranzfelder den heute üblichen Anstieg auf den Ostgipfel vom Älpelesattel und im gleichen Jahr gelang ihm zusammen mit Ludwig Stritzl und Ernst Platz die erste Überschreitung vom West- zum Ostgipfel, die auch heute noch gerne begangen wird. Damals setzte sich allmählich die Verwendung von Pickel und Steigeisen durch, was in der Folgezeit bei den relativ häufigen Begehungen der Normalwege zum Ost- und Westgipfel regelrechte Gräben hinterlassen hat. Die deutlich schwierigere Überschreitung vom Ost- zum Westgipfel gelang den Brüdern Josef und Ernst Enzensperger im Jahre 1893. Schließlich konnten im Jahr 1895 den Brüdern Enzensperger zusammen mit den drei befreundeten „Grasspezialisten“ Emanuel Christa, Julius Bachschmid und Weissler aus Kaufbeuren die damals „verwegenste Grastour des Allgäus“ durchführen: Den Abstieg vom Ostgipfel über dessen Südostwand. Bei diesem 400 m hohen Abstieg ins Rote Loch kam erschwerend hinzu, dass Josef Enzensperger nach Überwindung der schwierigsten Stelle bemerkte, dass der Rucksack seines Bruders weiter oben liegen gelassen wurde. Da man den Rucksack nicht zurücklassen wollte, musste diese Passage nochmals im Auf- und Abstieg begangen werden. Ernst Platz hat diese Erstbegehung in einer zeitgenössischen Zeichnung festgehalten, die im Alpenvereinsjahrbuch des Jahres 1896 erschien. Schließlich gelang Th. Spindler und Gefährten die erste touristische Ersteigung des Südwestgrates des Westgipfels, der nach Angaben von Spiehler bereits viele Jahre zuvor durch Th. Blattner begangen wurde.

#### Die Erschließung der Nordwände

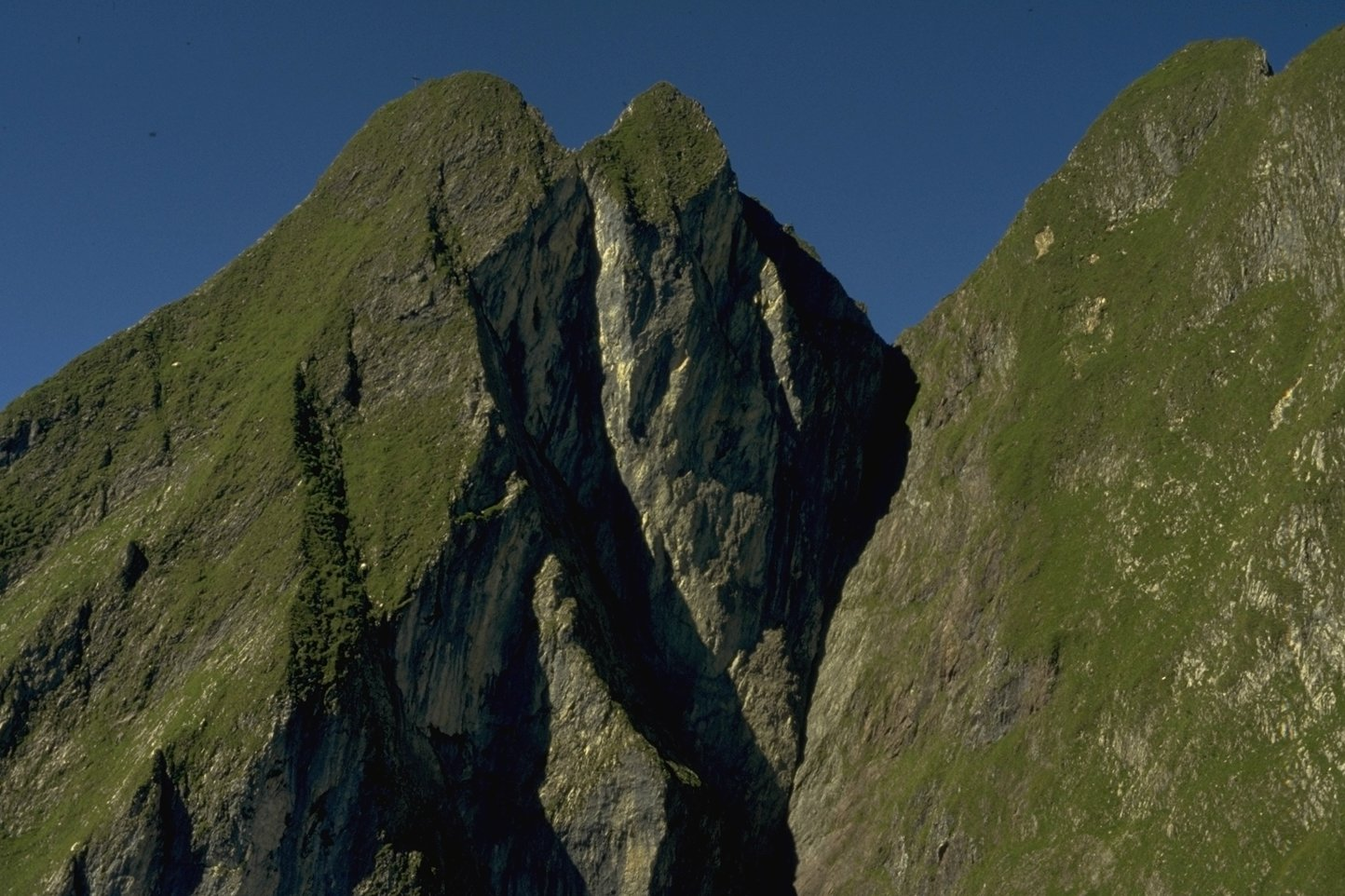
Nordwand des Höfats-Ostgipfels von der Kleinen Höfats

In den nächsten 25 Jahren wurde es um die Erschließung weiterer Anstiege an der Höfats ruhig. Einerseits waren alle leichteren Anstiege bereits erstiegen, andererseits war die Kletter- und Sicherungstechnik noch nicht so weit fortgeschritten, Begehungen der noch unerstiegenen Wände zu ermöglichen. Erst 1930 gelang der Seilschaft Franz Faschingleitner und Ludwig Zint aus Oberstdorf die Ersteigung der Westwand des Westgipfels, die damals für viel Aufsehen sorgte. Deren Anstiegsbeschreibung war noch Jahrzehnte später in vielen Auflagen der älteren Alpenvereinsführer zu finden. Zwei Jahre später gelang der gleichen Seilschaft die erste Nordwandroute an der Höfats, die westliche Führe durch die Nordwand auf den zweiten Gipfel. In den nächsten Jahren war außerdem die Seilschaft Anton Stolze (* 1901; †?) und Sepp Prinz (* 1901; † 1998) aus Immenstadt sehr erfolgreich. Deren östliche Route durch die Nordwand auf den Zweiten Gipfel hatte den Schönheitsfehler, dass die Führe ca. 2 Seillängen (60 m) unter dem Gipfel auf dem Nordostgrat des Zweiten Gipfels endete. Bemerkenswert bei dieser Besteigung ist allerdings die Tatsache, dass der Anstieg an Ostern 1934 bei teilweiser Vereisung durchgeführt wurde. Im Folgejahr gelang dieser Seilschaft die Ersteigung der direkten Nordwand des Zweiten Gipfels, die auch heute noch gelegentlich wiederholt wird und die als die klassische Nordwandführe an der Höfats gilt. Bei diesem Anstieg hatten die Erstbesteiger zwei Seillängen in höchster Schwierigkeit zu überwinden. Schließlich gelang im Jahre 1933 Anton Stolze und Kaspar Schwarz (* 1909 in Oberstdorf; † 1991 in Oberstdorf) die Erstbegehung der geraden Nordwand des Ostgipfels.

#### Winterbegehung und Wiederentdeckung der extremen Anstiege
Nach dem Zweiten Weltkrieg wurden die extremen Routen an der Höfats eher selten begangen. Aufsehen erregte im Jahr 1955 die erste Winterbegehung der direkten Nordwand des Zweiten Gipfels durch Georg Maier (1911–1977) und Hannes Niederberger. Der aus Ulm stammende Maier war damals der mit Abstand erfolgreichste Winterbergsteiger Deutschlands und stellte mit der ersten Winterbegehung der Höfats-Nordwand (die zweite Winterbegehung erfolgte erst über 50 Jahre später im Winter 2008/2009 durch Michael Schafroth und Florian Jehle) und dem anschließenden Abstieg über den Südwestgrat sein Können deutlich unter Beweis. In den 1980er und 1990er Jahren wurden die Nordwandrouten gelegentlich von einheimischen Extremkletterern begangen, was teilweise auch durch Berichte in der Presse dokumentiert wurde. Dabei wurde die Nordwand des Zweiten Gipfels seit 1962 erstmals wieder im Juni 1998 durch Matthias Robl und Bernhard Hauber begangen (6. Begehung) und kurz darauf nochmals durch Toni Steurer (* 1978) und Michael Schafroth am 21. Juni 1998 (7. Begehung). Der Seilschaft Matthias Robl und Toni Steurer gelang im Sommer 1999 eine Wiederholung der Nordwand des Ostgipfels. Schließlich wurde der aus den Großen Alpenwänden bekannte Begehungsstil eines enchaînements im Jahre 1999 durch Toni Steurer an der Höfats etabliert, als der Oberstdorfer an einem Tag alle Höfatsgrate hintereinander beging: Aufstieg über den Südwestgrat zum Westgipfel, Abstieg über den Nordgrat, erneuter Aufstieg über den Nordgrat, Überschreitung zum Ostgipfel, Abstieg über den Südostgrat ins Rote Loch, Aufstieg über den Nordostgrat auf den Zweiten Gipfel, nochmalige Überschreitung zum Ostgipfel, Abstieg zur Gufel. Eine derartige Aneinanderreihung von mehreren (allerdings leichteren) Anstiegen hatte bereits vor mehr als 100 Jahren der Jäger Blattner im Zuge seiner Arbeit mehrfach durchgeführt.

#### Chronologische Übersicht über wichtige Besteigungen
- 1848, O. Sendtner: Westgipfel von Gufel (Normalweg)
- um 1855, Th. Blattner: Westgipfel, Nordgrat[33]
- um 1855, Th. Blattner: Zweiter Gipfel, Nordostgrat
- 1856, L. Dorn: Höfatsscharte vom Roten Loch
- 1891, H. Kranzfelder, L. Stritzel: Mittelgipfel von Höfatsscharte
- 28. Juli 1891, H. Kranzfelder, L. Stritzel: Ostgipfel vom Älpelesattel[34]
- 1892, H. Kranzfelder und Gef.: Überschreitung vom West- zum Ostgipfel
- 1893, J. Enzensperger, E. Enzensperger: Überschreitung vom Ost- zum Westgipfel
- 1895, J. Enzensperger, E. Enzensperger, Christa, Bachschmid, Weissler: Ostgipfel-Südostwand (im Abstieg!)
- 1895, E. Heimhuber, Zink: Ostgipfel von Gufel
- 1897, J. Enzensperger und Gef.: Überschreitung vom West- zum Ostgipfel (1. Winterbegehung)[35]
- 1904, Th. Spindler und Gef.: Westgipfel, Südwestgrat
- 1930, F. Faschingleitner, L. Zint: Westgipfel, Westwand
- 1932, F. Faschingleitner, L. Zint: Zweiter Gipfel, Nordwand, westliche Führe
- 1933, A. Stolze, K. Schwarz: Ostgipfel, Nordwand
- 31. März/1. April 1934, A. Stolze, S. Prinz: Zweiter Gipfel, Nordwand, östliche Führe
- 30. Juni 1935, A. Stolze, S. Prinz: Zweiter Gipfel, direkte Nordwand
- 9./10. April 1955, G. Maier, H. Niederberger: Zweiter Gipfel, direkte Nordwand (1. Winterbegehung)
- 10. April 1955, G. Maier, H. Niederberger: Westgipfel, Südwestgrat im Abstieg (1. Winterbegehung)
- Winter 2008/2009: M. Schafroth, F. Jehle: Zweiter Gipfel, direkte Nordwand (2. Winterbegehung)

#### Errichtung der Gipfelkreuze
Mit der Besteigung der Gipfel ist eng die Errichtung der Gipfelkreuze verbunden. Da zuerst der Westgipfel erstiegen wurde, stand auch hier zuerst ein Gipfelkreuz, das der Jäger Th. Blattner zwischen den Jahren 1854 und 1857 dort errichtete. Dieses war allerdings in den 1890er Jahren nicht mehr vorhanden, denn Enzensperger erwähnt in seinen Berichten über die Ersteigung der Höfats nur eine Signalstange auf dem Signalkopf (2004 m) am Südostgrat des Ostgipfels und auf den gezeichneten Abbildungen sind auf den Gipfeln nur Steinmänner abgebildet. Am 15. Juli 1923 erfolgte die zweite Kreuzerrichtung auf dem Westgipfel durch Oberstdorfer Bergführer und knapp 30 Jahre später am 29. Mai 1951 die dritte Kreuzerrichtung durch die Sektion Oberstdorf des Deutschen Alpenvereins. Dieses Gipfelkreuz stand knapp 30 Jahre, bis es umstürzte und im Oktober 1983 von Oberstdorfer Bergführern durch ein neues Kreuz ersetzt wurde. Hier kam erstmals ein Hubschrauber zum Einsatz. In den 1990er Jahren stand das Gipfelkreuz noch, allerdings ohne Gipfelbuch. Dabei kam es zu dem Kuriosum, dass unabhängig voneinander eine Gruppe von Oberstdorfer Bergsteigern und Mitglieder der Bergwacht Kempten den Entschluss fassten, ein Gipfelbuch am Westgipfel zu deponieren und beide Gruppen am gleichen Tag den Gipfel erstiegen. Die Gruppe der Oberstdorfer Bergsteiger war etwa eine halbe Stunde früher am Gipfel, so dass in den nächsten Jahren deren Gipfelbuch am Westgipfel war.
Fast ein halbes Jahrhundert nach der ersten Errichtung eines Gipfelkreuzes auf dem Westgipfel wurde von Oberstdorfer Bergführern am 29. Mai 1911 das erste Gipfelkreuz auf dem Ostgipfel errichtet und ein Gipfelbuch deponiert. Es dauerte wiederum ein knappes halbes Jahrhundert, bis am 20. September 1958 durch Bergsteiger aus Kempten das zweite Kreuz auf dem Ostgipfel errichtet wurde. Leider wurde bei diesem Kreuz der Querbalken im Sommer 1962 durch einen Blitzschlag zerstört, so dass am 16. September 1962 der Querbalken ausgewechselt werden musste. Dieses Gipfelkreuz hielt knapp 15 Jahre der Witterung stand und musste am 2. Juli 1977 durch ein neues Kreuz ersetzt werden, das nur 5 Jahre danach im Jahre 1982 durch einen Sturm umgerissen wurde. Nach der Kreuzerrichtung auf dem Ostgipfel am 10. Juli 1983 wurde das letzte Gipfelkreuz auf dem Ostgipfel Anfang August 2008 durch die Kolpingsfamilie Börwang errichtet.
Auf dem Zweiten Gipfel und dem Mittelgipfel standen noch nie Gipfelkreuze. Am Mittelgipfel ist eine Kassette mit einem Gipfelbuch vorhanden.

### Anstiege
Die einzelnen Gipfel sind zum Teil schwer zu erreichen. Daher kommt es immer wieder zu Abstürzen von Wanderern, die sich im steilen Gras- und Schrofengelände überschätzen. Die schwierigeren Anstiege an der Höfats unterscheiden sich von anderen Klettertouren in den Ostalpen durch die Kombination von Gras- und Felspartien bei teilweise schlechten oder fehlenden Sicherungsmöglichkeiten.

#### Ausrüstung und beste Besteigungsbedingungen
Früher wurden in der alpinen Literatur für die Ersteigung der Höfats Steigeisen und Pickel vorgeschlagen. Die Verwendung von Steigeisen hatte zur Folge, dass auf den Normalwegen regelrechte Gräben entstanden. Auf den leichteren Anstiegen kann mittlerweile auf die Verwendung von Steigeisen verzichtet werden, während erfahrene Graskletterer zumindest bei den schwierigeren Anstiegen einen Eispickel bzw. ein Eisbeil verwenden. Anstelle der Steigeisen mit Frontzacken sind feste Bergschuhe mit Tricouni-Beschlag empfehlenswert, wobei diese Schuhe bei den Felspassagen den Nachteil haben, dass diese schwieriger zu begehen sind. Im reinen Grasgelände haben allerdings die Schuhe mit Tricouni-Beschlag den Vorteil einer deutlich verbesserten Trittsicherheit. Für die Normalwege auf den Ost- und Westgipfel reichen feste Bergschuhe mit gutem Profil. In den schwierigen Anstiegen in den Nordwänden wurden früher wegen des mürben Gesteins auch teilweise Eishaken empfohlen.
Für die Begehung der Anstiege an der Höfats ist trockenes Wetter unbedingt zu empfehlen, denn Nässe bzw. Vereisung schaffen Bedingungen, die durchaus mit den ernsten Bedingungen einer Eistour in den Zentralalpen verglichen werden können. Allerdings ist auch eine zu lange Trockenperiode nicht ideal, da in diesem Fall die Erde zu trocken und bröslig wird, was die Ersteigung wiederum erschwert.
Aufgrund der Beschaffenheit der Felsen bzw. der Anstiege sind die Anforderungen an den Bergsteiger ungleich höher als bei einer reinen Klettertour im Fels wie z. B. im Kaisergebirge oder im Wetterstein. Ein guter Felskletterer, der im Schrofengelände unsicher ist, wird an der Höfats aufgrund des unzuverlässigen Gesteins und der schlechten Sicherungsmöglichkeiten mit ziemlicher Sicherheit Probleme haben.

#### Ostgipfel
Südsüdostgrat
- Schwierigkeit: II
- Zeitaufwand: 1¼ Stunden
- Ausgangspunkt: Älplesattel

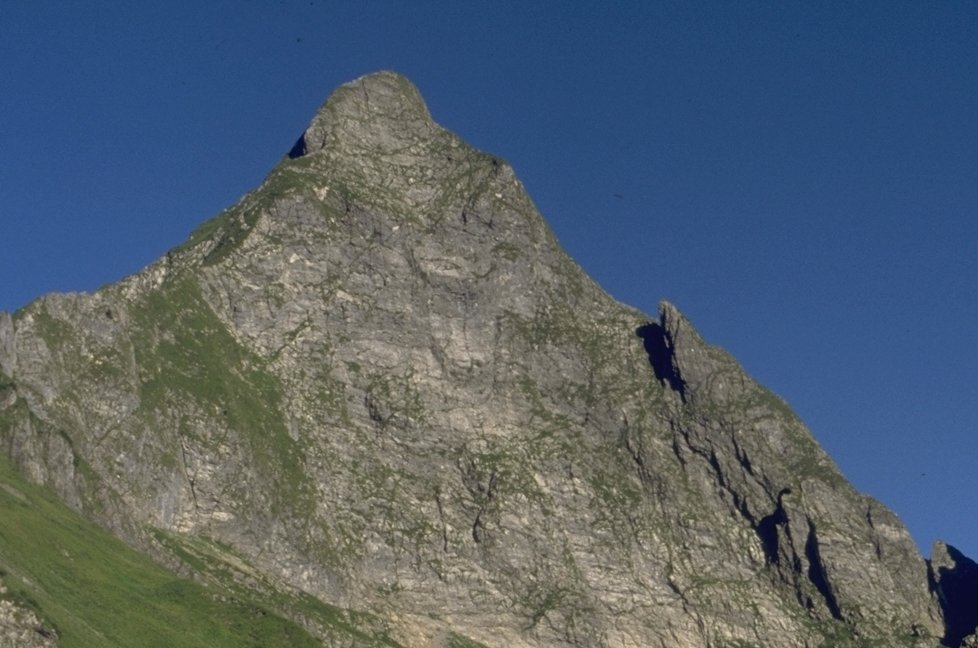
Ostgipfel vom Älpelesattel. Der linke Grat ist der Südsüdostgrat. Der Zacken mit Schatten in der Mitte des rechten Grates ist der Höfatszahn. Die Wand zwischen den Graten ist die Südostwand

- Erstersteiger: H. Kranzfelder, L. Stritzel, 1891
- Bemerkung: Einer der üblichen Normalanstiege

Dieser Anstieg ist der mit Abstand am meisten begangene Anstieg auf die Höfats. Das liegt daran, dass am Älpelesattel ein gut sichtbarer Weg in Richtung Höfats beginnt. Der Weg ist im unteren Bereich noch relativ einfach. Nach einem kurzen Abstieg wird er jedoch immer steiler und mehr und mehr von Felsen durchsetzt. Kurz vor dem Gipfel stellt dann eine schräg auf dem Grat liegende Felsplatte die Schlüsselstelle dar. Hier müssen viele Bergsteiger umkehren, denn im Abstieg ist die Platte deutlich schwieriger als im Aufstieg. Nach Westen (im Aufstieg links) bricht hier der Grat mit einer etwa 200 m hohen, teilweise senkrechten Graswand in die Höfatswanne ab, während zur rechten der Grat in die Südostwand abfällt.
Gegen Ende der 1990er Jahre hat die Bergwacht im oberen Bereich der Felsplatte einen Bohrhaken angebracht, so dass diese Stelle besser gesichert werden kann. Da in den folgenden Jahren auch im unteren Bereich der Felspassage ein Bohrhaken angebracht wurde, muss nun auch der Seilerste diese Stelle nicht mehr ungesichert bewältigen.
Von der Gufel
- Schwierigkeit: II
- Zeitaufwand: ½ Stunde
- Ausgangspunkt: Höfatsgufel
- Erstersteiger: E. Heimhuber, Zink, 1895
- Bemerkung: Einer der üblichen Normalanstiege

Südostwand
- Schwierigkeit: IV
- Zeitaufwand: 2½ Stunden
- Ausgangspunkt: Käseralpe
- Erstersteiger: J. Enzensperger, E. Enzensperger, Christa, Bachschmid, Weissler, 1895 (im Abstieg!)
- Bemerkung: praktisch kaum mehr begangen, nur noch von historischem Interesse

Nordwand
- Schwierigkeit: VI
- Zeitaufwand: 6½ Stunden
- Ausgangspunkt: Rotes Loch

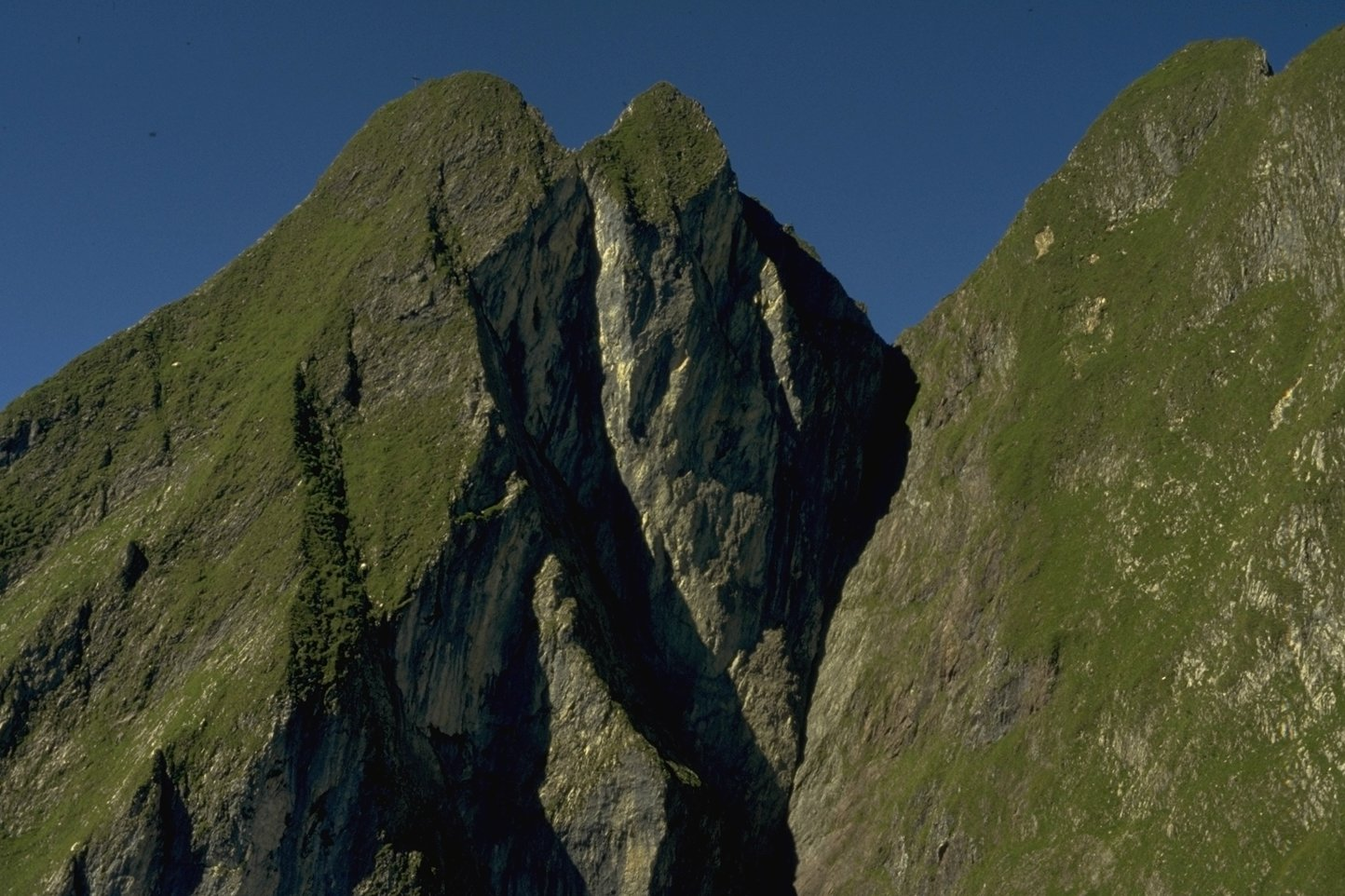
Der obere Teil der Nordwand des Höfats-Ostgipfels von der Kleinen Höfats

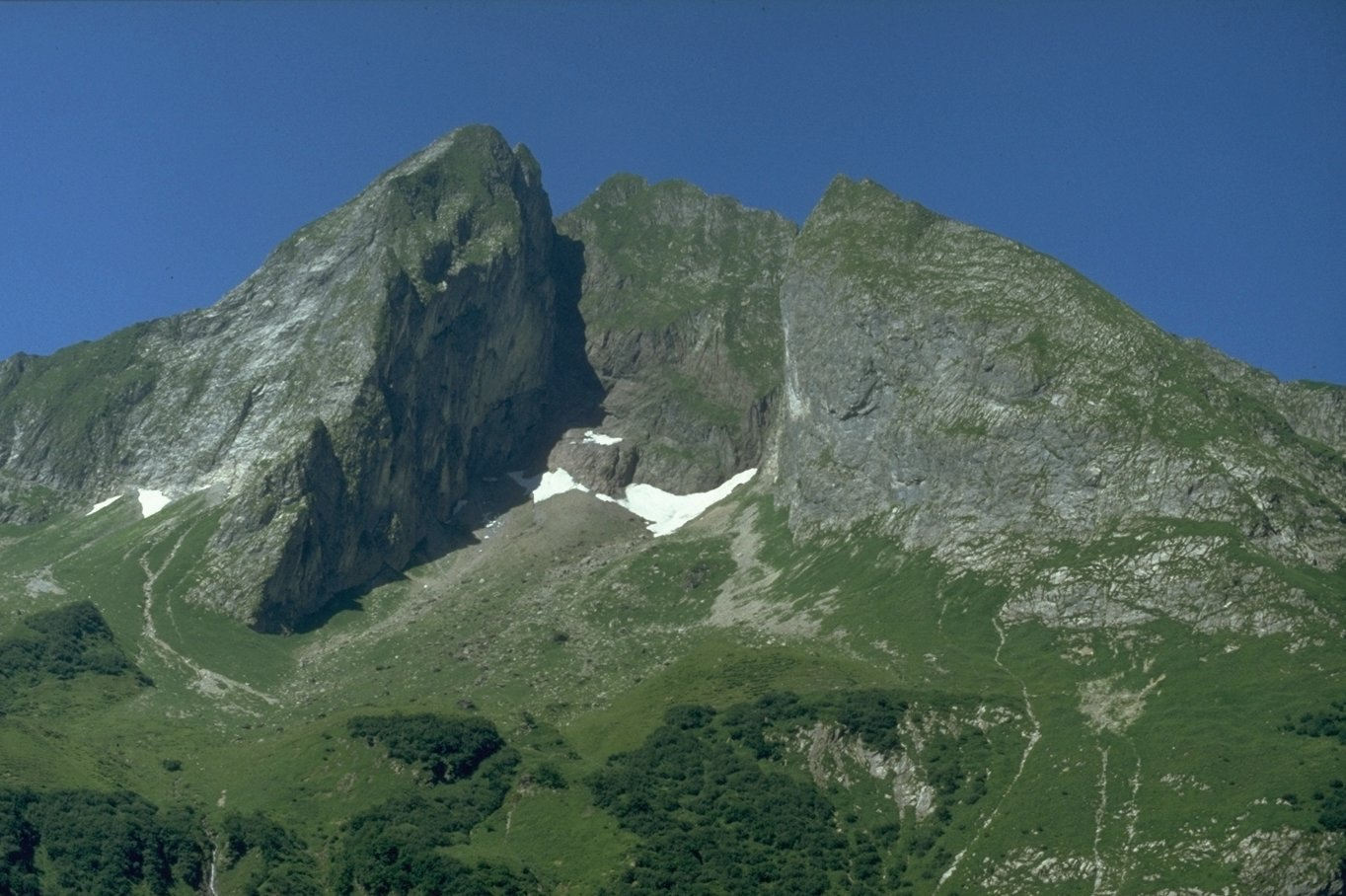
Höfats mit dem Roten Loch von der Käseralpe

- Erstersteiger: A. Stolze, K. Schwarz, 1933
- Bemerkung: sehr selten durch Einheimische begangen

#### Zweiter Gipfel
Nordostgrat
- Schwierigkeit: III
- Zeitaufwand: 4 Stunden
- Ausgangspunkt: Käseralpe
- Erstersteiger: Th. Blattner, um 1855

Nordwand – westliche Führe
- Schwierigkeit: V
- Zeitaufwand: 2 Stunden
- Ausgangspunkt: Rauhenhalsalpe
- Erstersteiger: F. Faschingleitner, L. Zint, 1932
- Bemerkung: praktisch kaum mehr begangen, nur noch von historischem Interesse

Nordwand – östliche Führe
- Schwierigkeit: VI
- Zeitaufwand: (unbekannt)
- Ausgangspunkt: Rauhenhalsalpe
- Erstersteiger: A. Stolze, S. Prinz, 1934
- Bemerkung: praktisch nicht mehr begangen, nur noch von historischem Interesse

Gerade Nordwand
- Schwierigkeit: VI
- Zeitaufwand: 10 Stunden
- Ausgangspunkt: Rauhenhalsalpe
- Erstersteiger: A. Stolze, S. Prinz, 1934
- Bemerkung: sehr selten durch Einheimische begangen.

Von allen Nordwandanstiegen an der Höfats dürfte die Gerade Nordwand des zweiten Gipfels am meisten wiederholt worden sein, erstens wegen der idealen Linienführung und zweitens wegen der Bekanntheit, die dieser Anstieg durch den Bericht über die Winterbegehung durch Georg Maier und Hannes Niederberger im Jahrbuch des Deutschen Alpenvereins 1966 erlangte. Weitere Bekanntheit erlangte die Führe durch Berichte in der lokalen Presse über Ersteigungen Ende der 1990er Jahre. Schließlich wurde im Film Die Höfats – ein einmaliger Berg von Gerhard Baur aus dem Jahre 2007 eine Begehung dieser Route dokumentiert.

#### Westgipfel
Durch die Wanne
- Schwierigkeit: II
- Zeitaufwand: 3¼ Stunden
- Ausgangspunkt: Gerstruben
- Erstersteiger: O. Sendtner, 1848
- Bemerkung: Einer der üblichen Normalanstiege

Der Normalweg auf den Westgipfel ist ein häufig begangener Anstieg, der allerdings nicht so oft begangen wird wie der Normalweg auf den Ostgipfel. Er hat keine ausgeprägte Schlüsselstelle, dafür aber leichte Kletterstellen bereits im unteren Teil sowie kurz oberhalb des Bergwacht-Postens. Er ist nicht so ausgesetzt wie der Weg auf den Ostgipfel. Die Steilheit des Geländes nimmt kontinuierlich zu, bis man schließlich den Gipfelgrat erreicht hat. Die Wegfindung ist oberhalb des Bergwachtpostens etwas schwierig.
Südwestgrat
- Schwierigkeit: IV
- Zeitaufwand: 5 Stunden
- Ausgangspunkt: Gerstruben

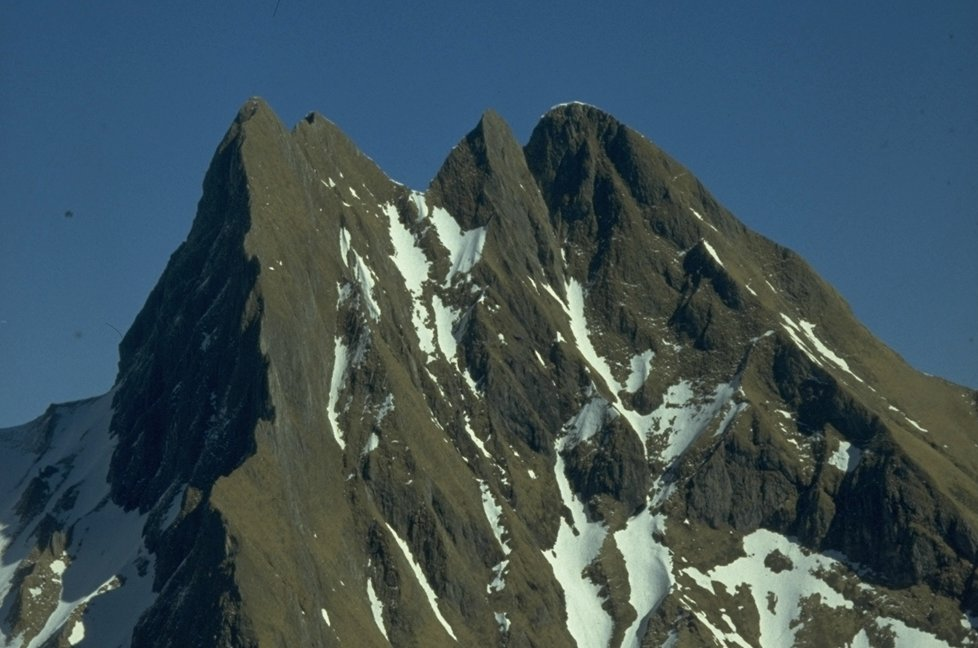
Südwestgrat (der Grat mit der deutlichen Licht-Schatten-Grenze) vom Kegelkopf

- Erstersteiger: Th. Spindler und Gef., 1904
- Bemerkung: Häufiger begangene Route

Der Südwestgrat ist ein relativ häufig begangener Anstieg, da der Grat sehr schnell schneefrei wird und wegen der Felspassagen auch für Felskletterer interessant ist. Er wurde einem breiteren Fernsehpublikum durch den Film Die Höfats – ein einmaliger Berg von Gerhard Baur bekannt.
Nordgrat
- Schwierigkeit: IV
- Zeitaufwand: 3¼ Stunden
- Ausgangspunkt: Gerstruben

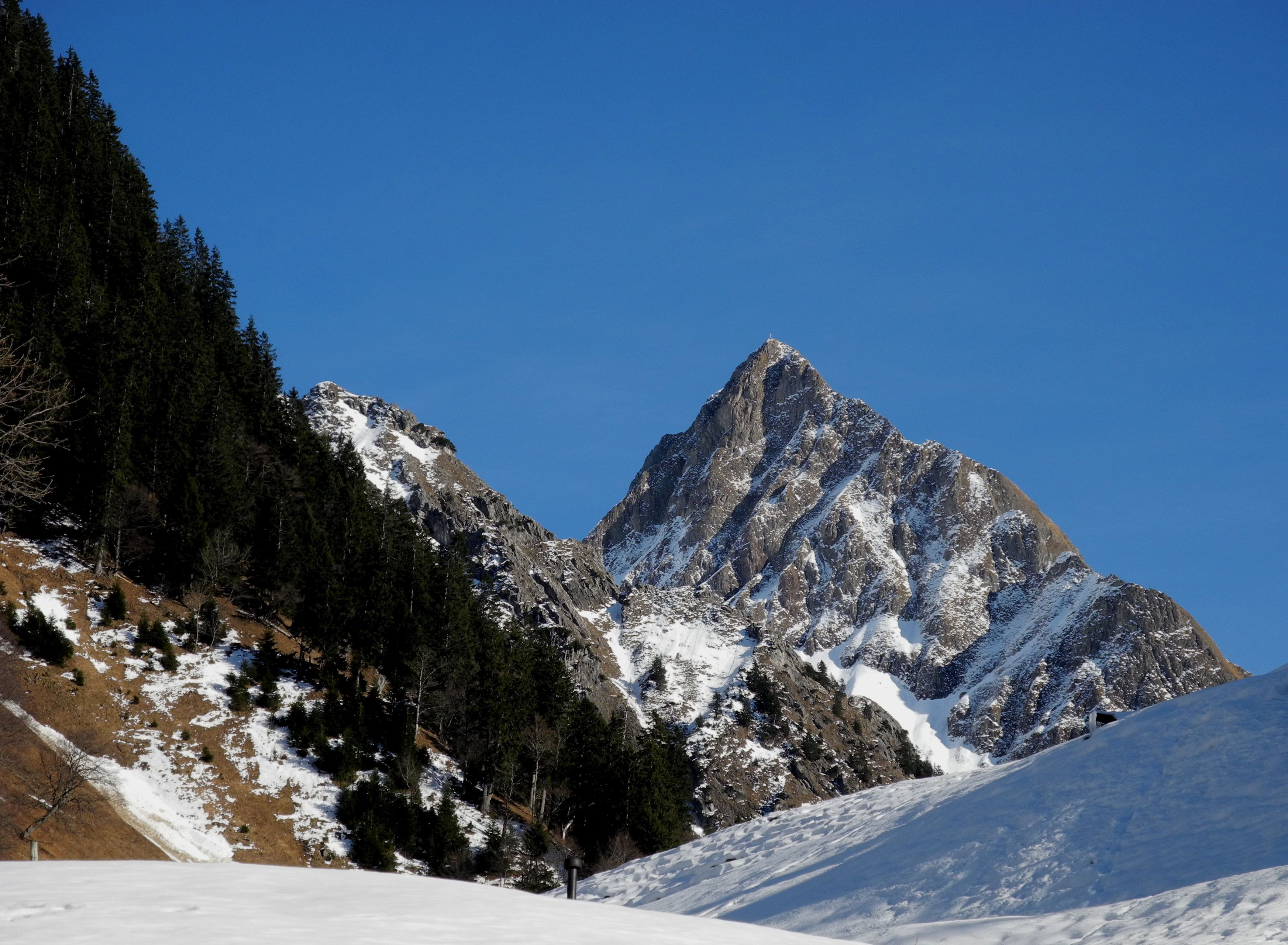
Westgipfel der Höfats von Gerstruben.

- Erstersteiger: Th. Blattner, um 1855

Westwand
- Schwierigkeit: VI
- Zeitaufwand: 4½ Stunden
- Ausgangspunkt: Gerstruben
- Erstersteiger: F. Faschingleitner, L. Zint, 1930
- Bemerkung: praktisch nicht mehr begangen, nur noch von historischem Interesse

#### Sonstige

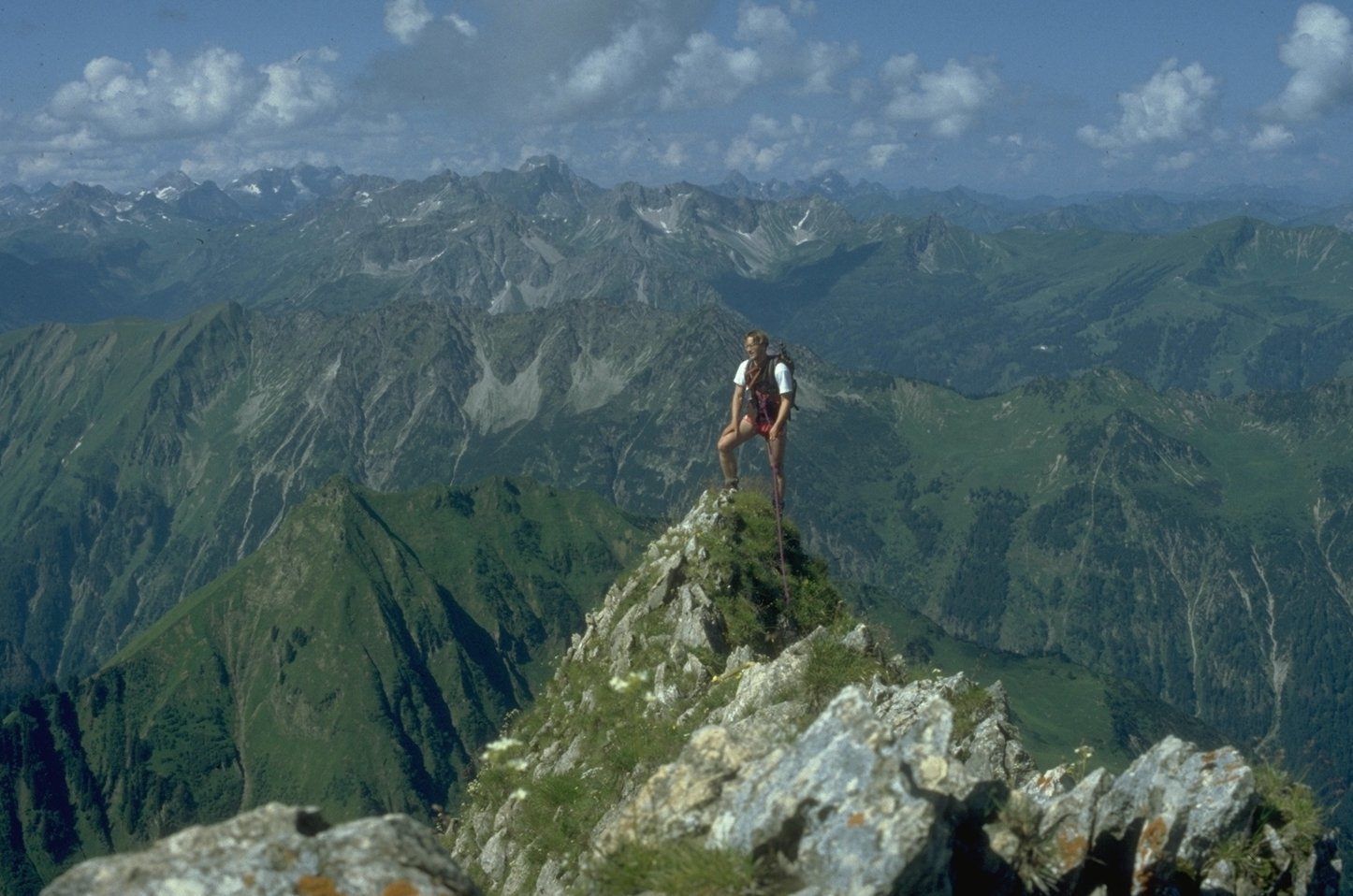
Auf dem Mittelgipfel bei der Überschreitung

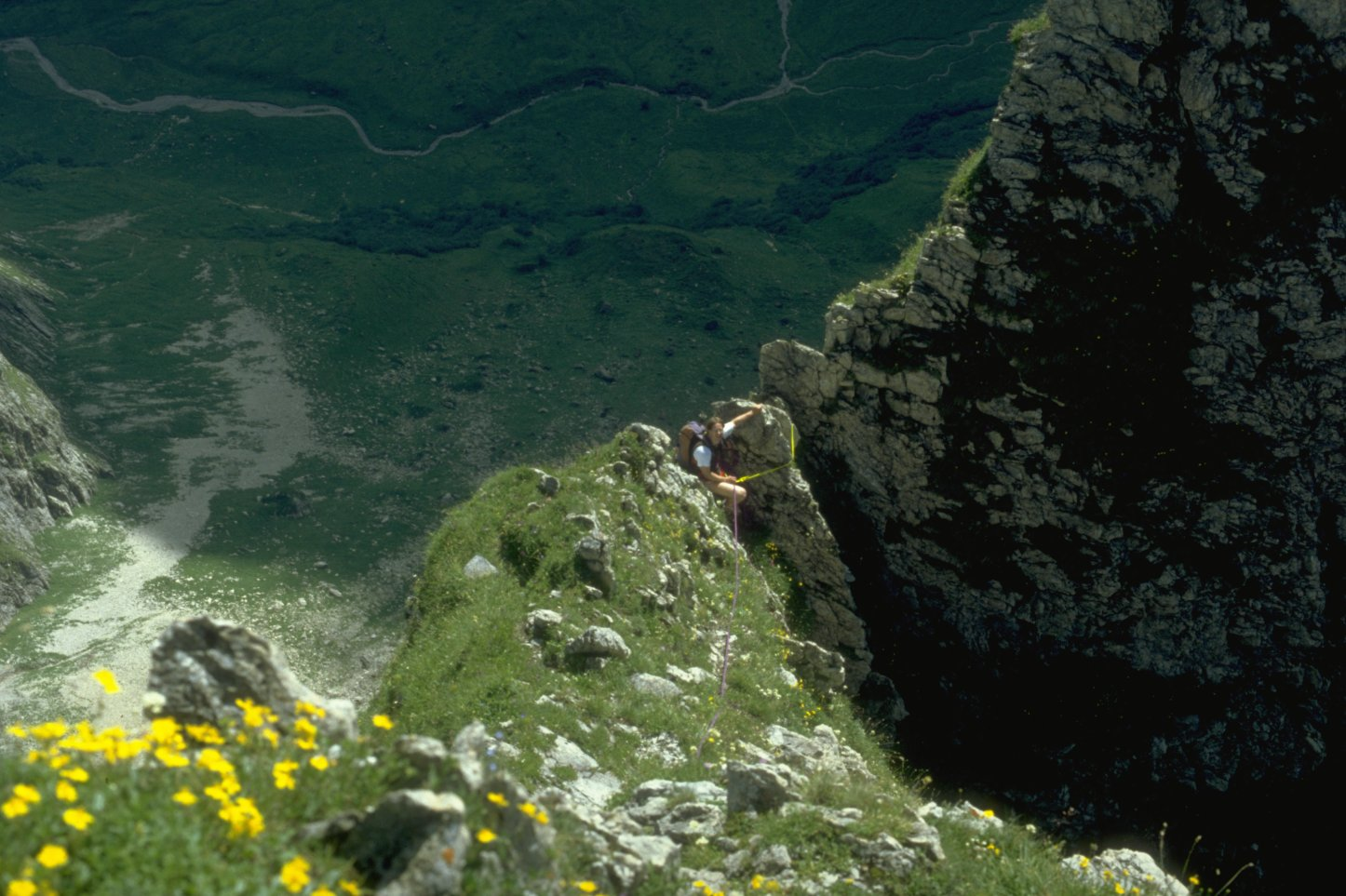
Scharte zwischen Mittel- und Ostgipfel bei der Überschreitung

Überschreitung vom West- zum Ostgipfel
- Schwierigkeit: III
- Zeitaufwand: 1 Stunde
- Ausgangspunkt: Westgipfel
- Erstersteiger: H. Kranzfelder und Gef., 1893
- Bemerkung: Die Überschreitung (auch Travers genannt) ist eine relativ häufig begangene Route.

Sie ist noch relativ einfach und hat beeindruckende Tiefblicke ins Rote Loch, besonders in der Scharte zwischen dem Mittelgipfel und dem Ostgipfel. Sie wurde einem breiten Fernsehpublikum Anfang der 1990er Jahre durch die Sendung Bergauf-Bergab bekannt, als der Oberallgäuer Bergführer Udo Zehetleitner und Hermann Magerer, der Moderator der Sendung, die Route begingen.
Vom Westgipfel führt die Route auf Steigspuren durch die steile Südflanke des Zweiten Gipfels in die Höfatsscharte. Die Höfatsscharte kann auch deutlich schwieriger direkt über den Grat und den Zweiten Gipfel erreicht werden. Vor der Scharte wird der Mittelgipfel über unzuverlässiges Gestein erstiegen. Über plattige, grasdurchsetzte Felsen wird in die nachfolgende Scharte vor dem Ostgipfel abgestiegen. Erst dort hat man einigermaßen gute Sicherungsmöglichkeiten. Ein großer Felsblock in der Scharte bietet einen guten Standplatz. Von der Scharte geht es über gutgriffige, relativ feste Felsen sehr ausgesetzt zum Ostgipfel empor. Diese Führe wird auch teilweise von Einheimischen im seilfreien Alleingang begangen. In umgekehrter Richtung ist die Route deutlich anspruchsvoller, da die schwierigen Passagen im Abstieg begangen werden müssen.

### Unfälle

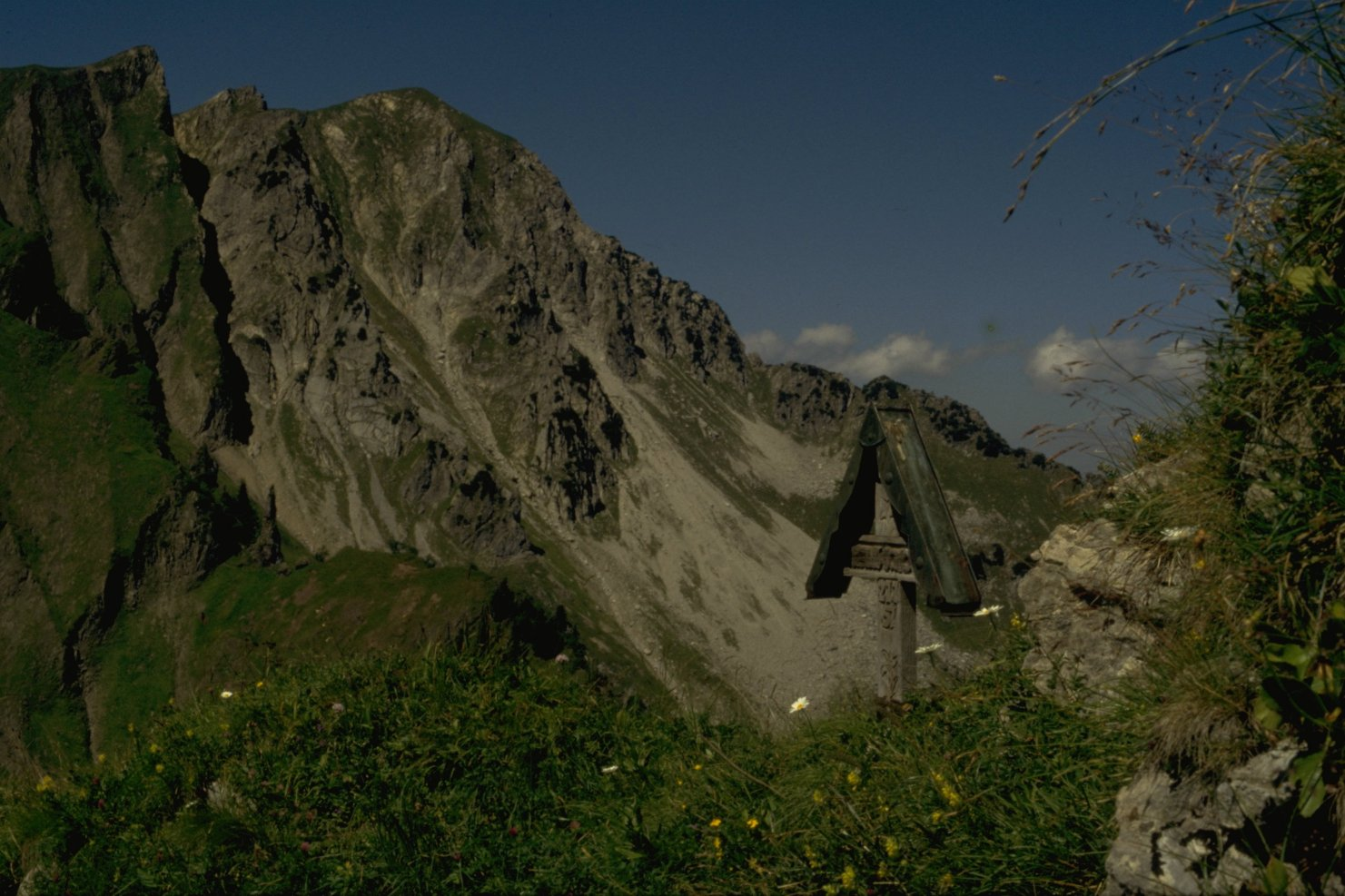
Kreuz an der Stiege am Nordostgrat der Kleinen Höfats

Aufgrund des Edelweißreichtums der Höfats wurden in der Vergangenheit viele Bergsteiger dazu verleitet, in die steilen Flanken zu steigen. Dadurch gab es viele tödliche Abstürze, für die die Höfats berüchtigt war. Erst durch die ständige Besetzung des Bergwachtpostens nahmen die tödlichen Abstürze stark ab. Trotzdem gibt es auch heutzutage immer wieder tödliche Abstürze. Einerseits liegt die Ursache in der Selbstüberschätzung der Wanderer und anderseits an schlechten Witterungsbedingungen bzw. an den geologischen Gegebenheiten. Die bei normalen Verhältnissen für geübte Bergsteiger relativ einfach zu begehenden Normalwege auf den Ost- bzw. Westgipfel werden bei Nässe, Vereisung oder Schneebelag sehr gefährlich. Aufgrund der Beschaffenheit des Geländes kann jeder Fehltritt bzw. Ausrutscher an der Höfats tödlich enden. In den letzten Jahrzehnten gab es beinahe jährlich mindestens einen tödlichen Absturz an der Höfats.
Im Bereich der Höfats wird der Bergsteiger immer wieder durch Gedenkkreuze an tödliche Abstürze erinnert, so beispielsweise am Öfenstein (etwa auf halbem Weg zwischen der Gerstruber Alpe und der Dietersbachalpe) an den tödlichen Absturz des Bergwachtmannes Eduard Kiefer am 26. Juli 1936 bzw. an der Stiege (am Beginn des Nordostgrates der Kleinen Höfats) an den tödlichen Absturz eines Bergsteigers im Jahre 1957.

## Gleitschirmfliegen

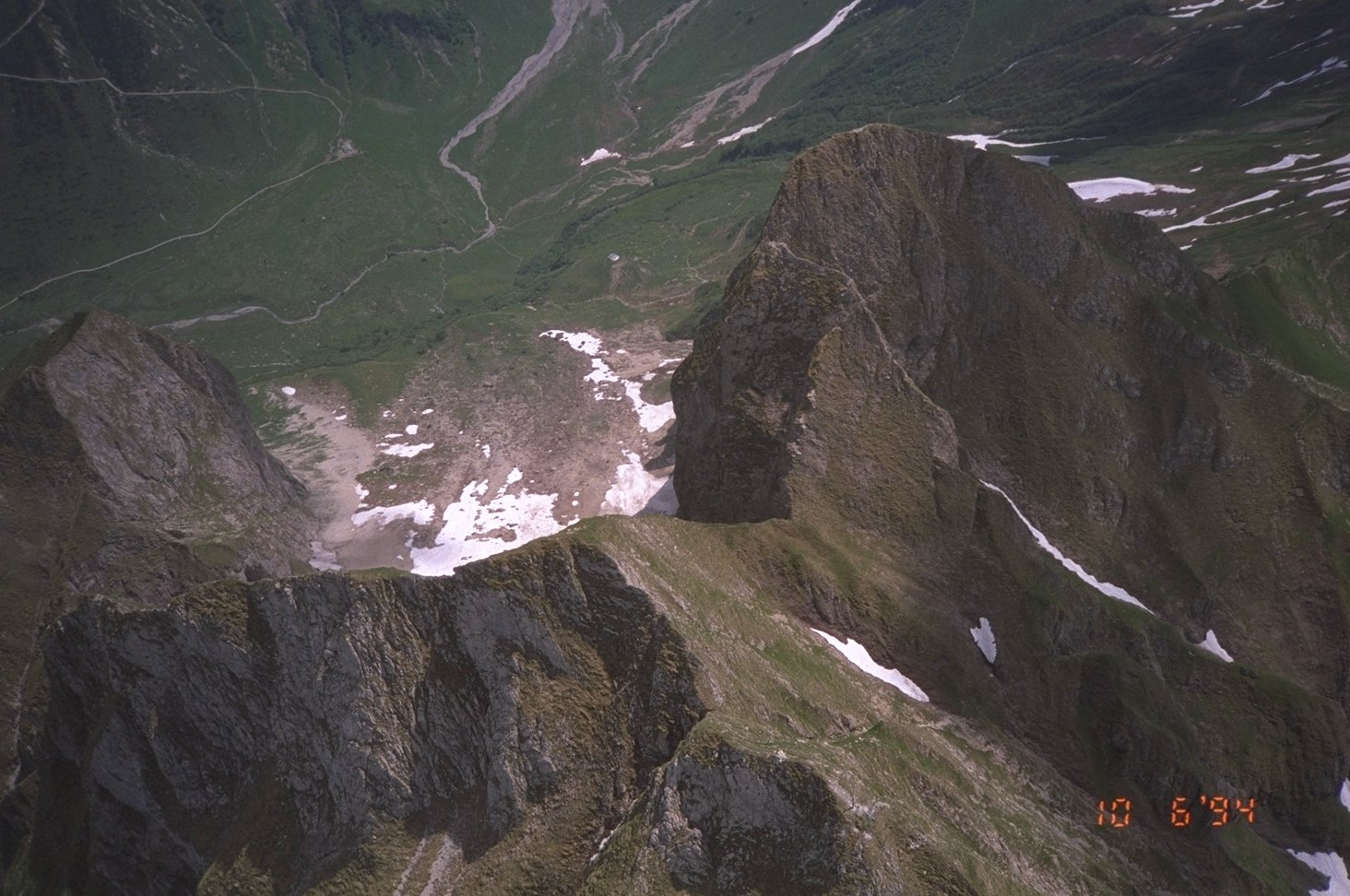
Höfats vom Gleitschirm

Der erste dokumentierte Gleitschirmflug vom Nebelhorn zur Höfats gelang im Jahre 1988 dem Oberstdorfer Dominik Müller, was bei der Leistung der damaligen Gleitschirme eine Sensation war. Er verwendete einen Firebird Extase, der mit der Gleitzahl 4,5 für den Flug zur Höfats gar nicht konstruiert war. In den nächsten Jahren wurde aufgrund der verbesserten Flugeigenschaften der Gleitschirme die Höfats zum bevorzugten Ziel der Gleitschirmflieger.
Trotzdem bleibt ein Flug zur Höfats nur den erfahrenen Gleitschirmpiloten vorbehalten. Einerseits wegen der starken Thermik über den steilen Grasflanken (besonders während des Frühjahrs) und andererseits weil bei Problemen der Rettungsfallschirm zwar benutzt werden, aber nach dem Aufprall ein (eventuell tödlicher) Absturz in den sehr steilen Grasflanken nicht ausgeschlossen werden kann.

## Weitere Bilder

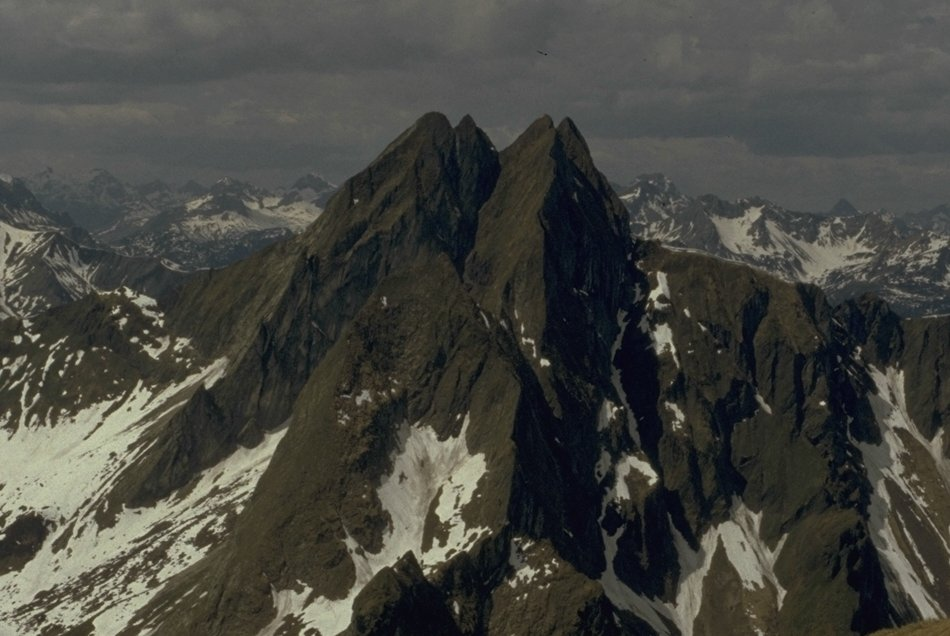
Höfats von Norden, vom Himmelhorn
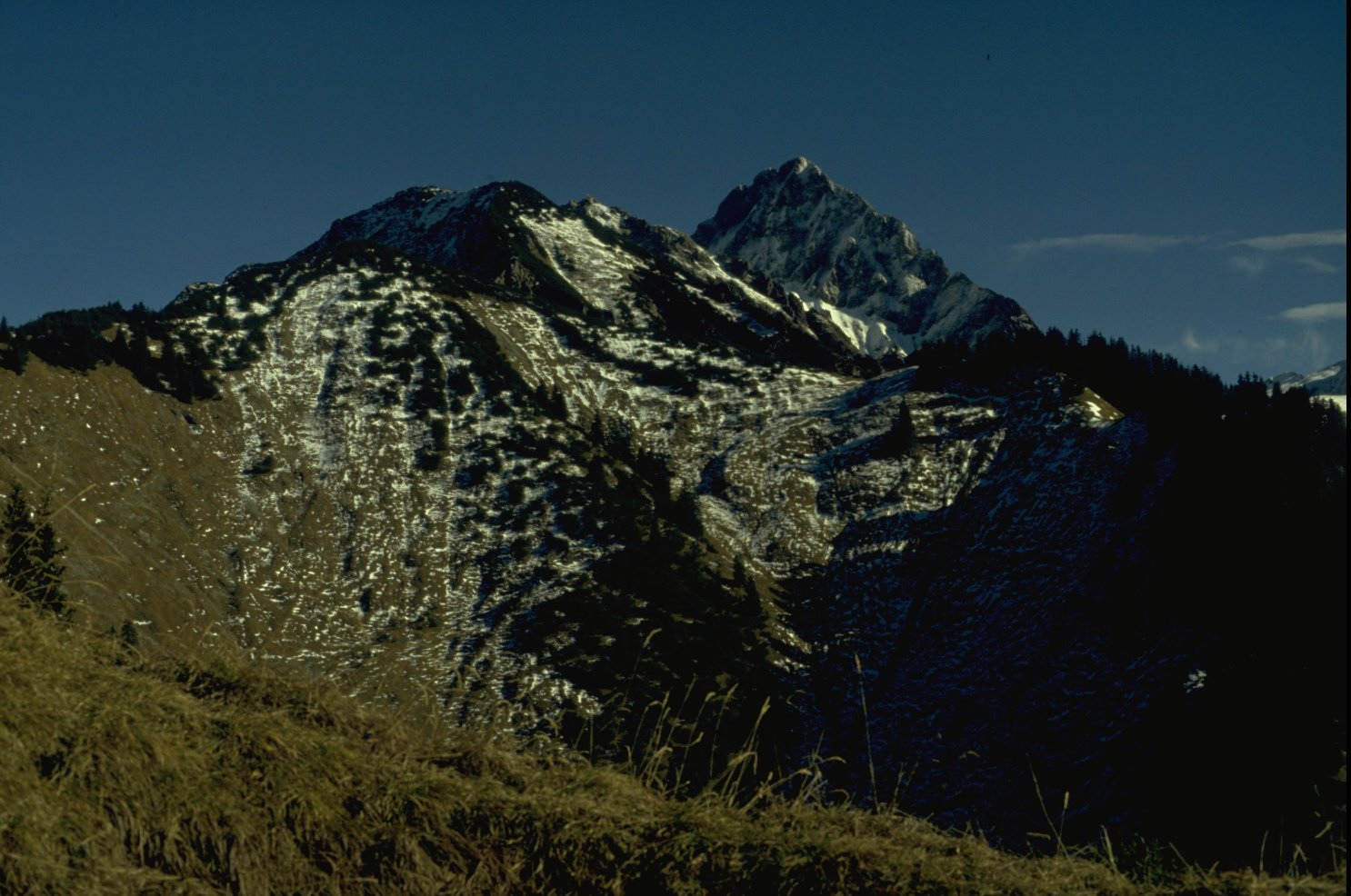
Hüttenkopf (links) vom Älpelekopf, rechts (etwas höher) die Höfats
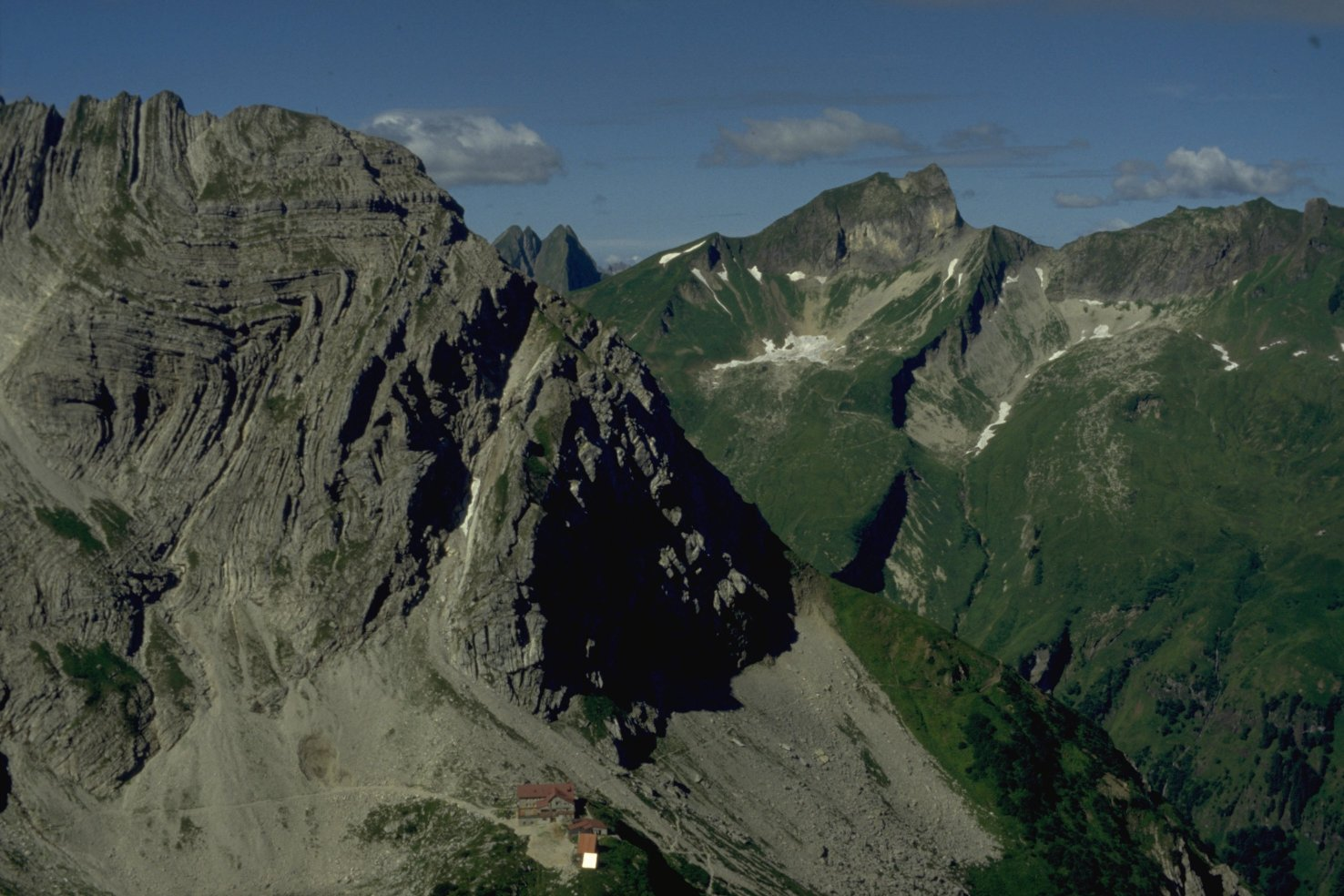
Schneck (Gipfel rechts der Bildmitte) mit seiner Ostwand von Nordosten. Der Berg am linken Bildrand ist der Wiedemerkopf, dazwischen die Höfats im Hintergrund. Am rechten Bildrand die drei Gipfel des Rotkopf.

## Filme
- Die Höfats – Der einmalige Berg. Film von Gerhard Baur, 2007[46]
- Beitrag in Bergauf-Bergab, um 1992